# Rusia bolșevică
Rusia bolșevică (nume oficial: Republica Sovietică Federală Socialistă Rusă) este denumirea informală sub care a fost desemnat statul controlat de guvernul rus format între lovitura de stat bolșevică (7 noiembrie 1917) și constituirea Uniunii Sovietice (30 decembrie 1922).  Statul a mai fost cunoscut și sub denumirile neoficiale de Republica Rusă (Российская республика) și Republica Sovietică (Советская республика).
Este o diferență de timp între lovitura de stat bolșevică din 25 octombrie/7 noiembrie, ce a răsturnat Republica socialistă rusă – întemeiată prin Revoluția din Februarie 1917) și redenumirea oficială a statului în Republica Sovietică Federală Socialistă Rusă de către constituția adoptată în data de 12/25 iulie 1918. Existența acestui interval poate reprezenta o justificare a folosirii termenului de Rusia bolșevică în anumite circumstanțe. 
Termenul Rusia bolșevică nu trebuie să fie folosit ca un sinonim pentru Rusia Sovietică. Deși ambii termeni sunt neoficiali, cel de-al doilea acoperă o perioadă de timp mai îndelungată. Strict geografic vorbind, cele două denumiri se deosebesc fondamental : în 1917 – 1922, bolșevicii controlau un teritoriu foarte redus (deși în continuă creștere) față de acela al Rusiei, care a constituit ulterior Uniunea Sovietică.